# Femme, Oiseau, Étoile
Femme, Oiseau, Étoile  est le nom donné par Joan Miró à deux de ses œuvres peintes à Barcelone en 1942. C'est également un thème que l'artiste a décliné dans un grand nombre de tableaux, altérés seulement par des changements mineurs : la femme devenant personnage, l'étoile devenant soleil. La femme, les astres, et quelques animaux sont les figures communes  d'un ensemble de gouaches, pastels, fusain, crayon, huiles sur toile qui s'échelonne sur une période de 1942 à 1949 à une époque où Miró expérimentait tous les matériaux.
- Personnage devant le soleil,  pastel, gouache, aquarelle et résine, 1942, 103 × 60 cm, succession famille Joan Miró.
- Personnage et oiseaux dans la nuit, 1942, fusain sur papier, 43 × 63,5 cm, collection particulière, Monaco
- Femme, Oiseau, Étoiles, 1942, gouache et crayon sur papier, 90 × 43 cm, succession Famille Joan  Miró
- Femme dans la nuit, 1944, huile sur toile, 35 × 27 cm, collection particulière New York
- Femme rêvant de l'évasion, 1945, huile sur toile, 130 × 162 cm, Fondation Miró Barcelone
- Femme et oiseaux dans la nuit, 1946, huile sur toile , 105 × 63 cm, collection particulière, Monaco,
- Femme, Lune, Étoile, huile sur toile, 1949, collection particulière, France

Parfois le mot étoile est au singulier, parfois au pluriel, ceci peut-être pour différencier les tableaux, le nombre d'étoiles restant à peu près identique. Parfois même, il n'y en a pas du tout.

## Gouache et pastel sur papier
Femme, oiseau, étoile est une œuvre de Joan Miró peinte à Barcelone  en 1942
L'œuvre est exécutée dans une période de production abondante et de grande solitude et de recherche intense pendant laquelle il utilise surtout le papier. À la fin de cette période, retrouvant sa sérénité, l'artiste recommence à peindre des huiles sur toile de grand format. Mais ce thème et les matériaux utilisés pour le traiter vont le libérer.
Ce tableau offre un superbe exemple de ce que le papier, utilisé à la manière de  Miró offre d'effet et d'expressions nouvelles. Le noir selon sa dilution, donne des effets veloutés et permet toutes les variantes pour délimiter un personnage (femme). En laissant baver la peinture, l'artiste découvre une technique qui sera déclinée dans les années suivantes, par de jeunes artistes sous forme de drippings, en particulier Jackson Pollock.
Mais ici aucune tache n'est gratuite, rien n'est le fait du hasard, ce sont autant d'éléments moteurs de l'œuvre , comme certaines barbelures qui animent l'étoile située en bas à droite, sous le bras de la femme, ou en haut à gauche, le profil d'une tête œil large qui figure un deuxième personnage.

## Pastel sur papier
Pastel sur papier est une œuvre de Joan Miró peinte à Barcelone à la même époque que la gouache et pastel sur papier. « Miró parle seul une langue que tout le monde comprend, mais que personne ne peut apprendre, car elle est sans référence directe avec l'extérieur, une langue qui ne parle qu'en s'inventant et qui ne peut se répéter, une langue originelle. »
Sur fond ocre marron de multiples  fils noirs délimitent des formes humaines, ou animales. On reconnaît la femme à son habituelle amande située au milieu du ventre. Dans le coin gauche, en haut, une seule étoile surgit d'un halo vert. Ce pastel résiste d'ailleurs à toute description détailliste tant la fantaisie de Miró est foisonnante.
« Il sera désormais impossible de rapprocher Miró d'aucun autre peintre, impossible au spectateur le moins attentif de le confondre avec quiconque, impossible de l'imiter. »